# Loggeort
Loggeort (Ol) ist ein Begriff aus der Seefahrts-Navigation. Nach DIN 13312 bezeichnet er einen von einem bekannten Ort ausgehend durch Zeichnung oder Rechnung unter Berücksichtigung aller vorhersehbaren Einflüsse, jedoch den Strom ausgenommen (BS), ermittelten Ort des Fahrzeugs.
Anmerkung: Der an der Abkürzung Ol angebrachte Index ist der Kleinbuchstabe L, nicht ein großes i.

## Schreibweise
Der Loggeort wird wie folgt geschrieben:
Ol 1200: 50° 12 N, 011° 23 E